# Новый крузейро
Новый крузейро (порт. Cruzeiro novo) — денежная единица Бразилии в 1967—1970 годах.

## История
13 ноября 1965 года был принят закон о денежной реформе, на основании которого 13 февраля 1967 года был введён «новый крузейро» (NCr$), сменивший крузейро в соотношении: 1000 крузейро = 1 новый крузейро.
15 мая 1970 года новый крузейро был переименован в крузейро, в том же году начат выпуск банкнот Центрального банка Бразилии в крузейро, которыми были заменены банкноты с надпечатками в новых крузейро.

## Монеты
В 1967 году в обращение выпущены новые монеты в 1, 2, 5, 10, 20, 50 сентаво. Монеты в новых крузейро не выпускались. В 1969 году была уменьшена толщина монет в 1, 2 и 5 сентаво, уменьшился и их вес.
После переименования в 1970 году «нового крузейро» в «крузейро» монеты в сентаво образца 1967—1970 годов продолжали использоваться в обращении. 1, 2 и 5 сентаво образца 1969 года чеканились также и в 1975 году.
| Аверс | Реверс | Номинал    | Диаметр, мм | Толщина, мм | Масса, г | Металл                | Гурт | Годы чеканки |
| ----- | ------ | ---------- | ----------- | ----------- | -------- | --------------------- | ---- | ------------ |
|       |        | 1 сентаво  | 17          |             | 2,63     | Сталь                 |      | 1967         |
|       |        | 1 сентаво  | 17          |             | 1,75     | Сталь                 |      | 1969, 1975   |
|       |        | 2 сентаво  | 19          |             | 3,25     | Сталь                 |      | 1967         |
|       |        | 2 сентаво  | 19          |             | 2,16     | Сталь                 |      | 1969, 1975   |
|       |        | 5 сентаво  | 21          |             | 3,97     | Сталь                 |      | 1967         |
|       |        | 5 сентаво  | 21          |             | 2,7      | Сталь                 |      | 1969, 1975   |
|       |        | 10 сентаво | 23          |             | 5,52     | Медно-никелевый сплав |      | 1967         |
|       |        | 20 сентаво | 25          |             | 7,86     | Медно-никелевый сплав |      | 1967         |
|       |        | 50 сентаво | 27          |             | 8,74     | Медно-никелевый сплав |      | 1967         |

## Банкноты
Банкноты в «новых крузейро» не были выпущены, в обращении использовались банкноты в крузейро с надпечаткой нового номинала: 1, 5, 10, 50 сентаво (соответственно на 10, 50, 100, 500 крузейро), 1, 5, 10 новых крузейро (соответственно на 1000, 5000 и 10 000 крузейро).
| Аверс | Реверс | Старый номинал (в крузейро) | Новый номинал (надпечатка, в новых крузейро) | Размер, мм | Водяной знак |
| ----- | ------ | --------------------------- | -------------------------------------------- | ---------- | ------------ |
|       |        | 10 крузейро                 | 1 сентаво                                    |            |              |
|       |        | 50 крузейро                 | 5 сентаво                                    |            |              |
|       |        | 100 крузейро                | 10 сентаво                                   |            |              |
|       |        | 500 крузейро                | 50 сентаво                                   |            |              |
|       |        | 1000 крузейро               | 1 новый крузейро                             |            |              |
|       |        | 5000 крузейро               | 5 новых крузейро                             |            |              |
|       |        | 10 000 крузейро             | 10 новых крузейро                            |            |              |
|       |        | 10 000 крузейро             | 10 новых крузейро                            |            |              |